# Баддек
Баддек (англ. Baddeck) — городок (town) в Новой Шотландии (Канада), административный центр округа Виктория. Расположен на западном берегу озера Бра-д’Ор на острове Кейп-Бретон.

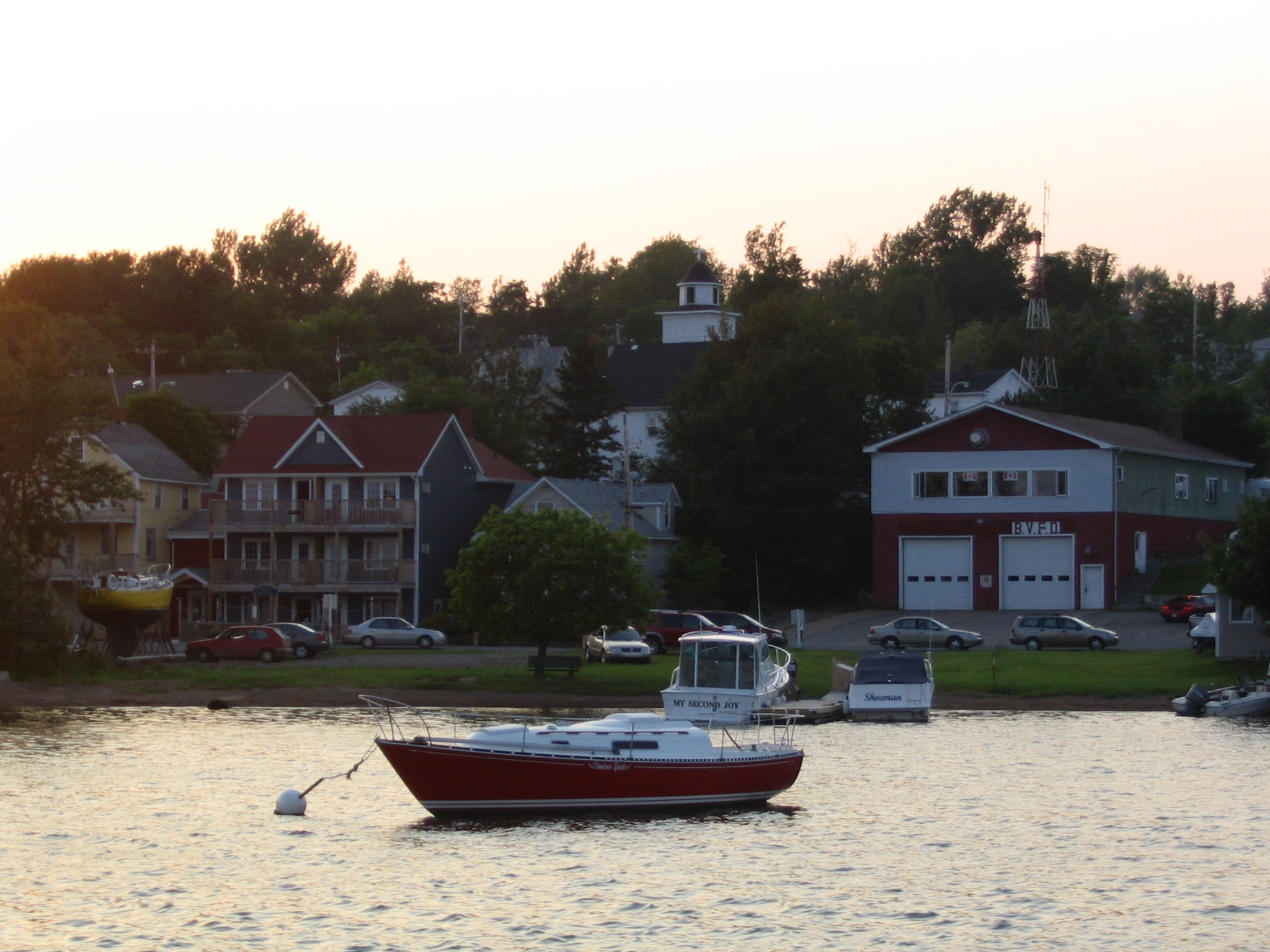
Вид на Баддек с залива

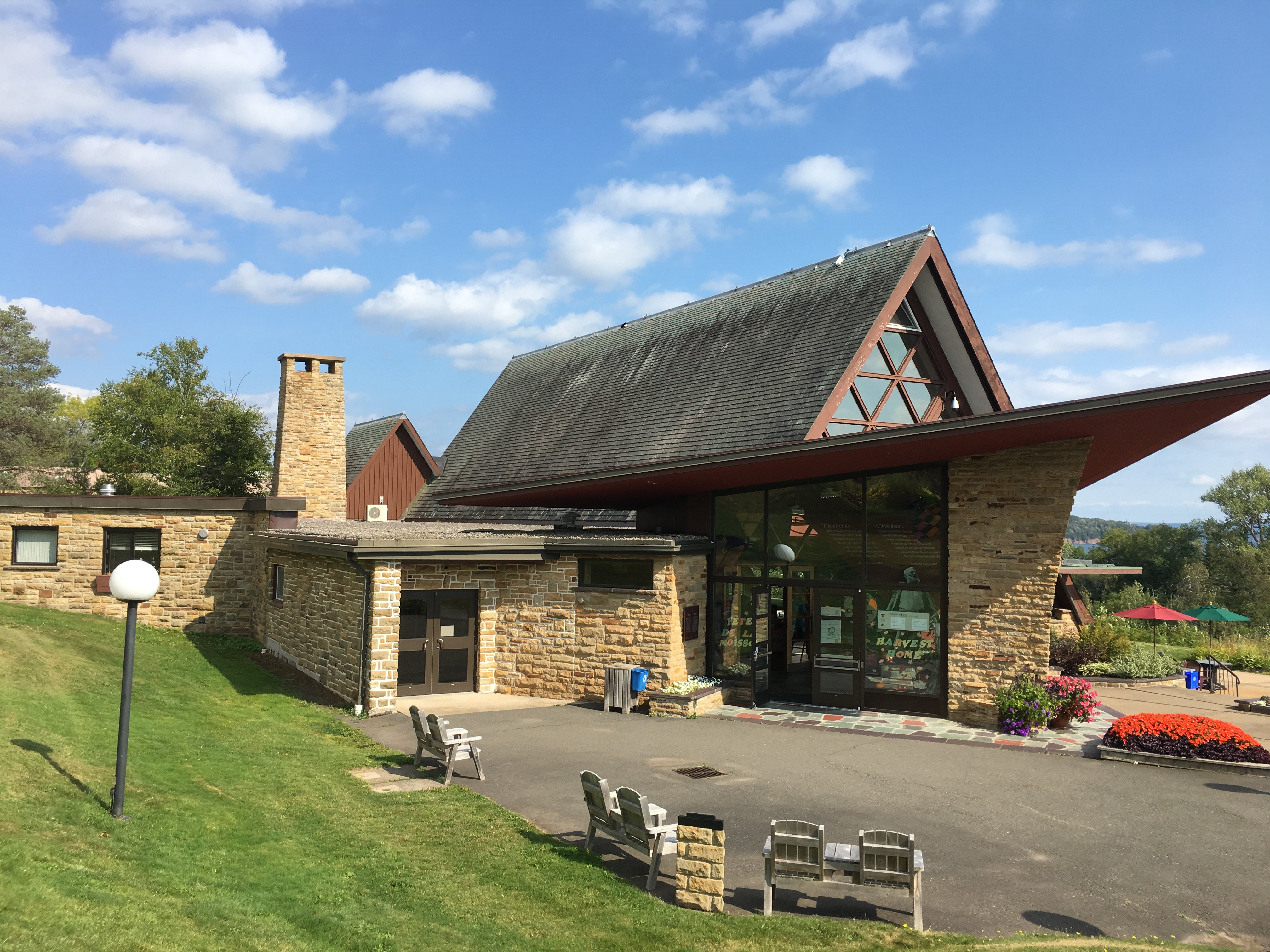
Вход в музей Александра Белла

По мнению некоторых историков, название Baddeck происходит из языка индейцев микмак, на котором Abadak означает «место с близлежащим островом».

## История
Первыми европейскими поселенцами были католические миссионеры, прибывшие в Луисбург из Франции в 1629 году. Около 1790 года здесь обосновался лоялист капитан Джонатан Джонс и его семья. Они были первыми британскими поселенцами, получившими от британской короны права на землю на реке Баддек. За ними последовали другие лоялисты, а также множество иммигрантов из Шотландии. Многие потомки этих первых поселенцев все ещё живут в Баддеке. Ещё в XIX веке в Баддеке был в обиходе шотландский гэльский язык, на нём даже проводились судебные процессы.
В 1885 году в Баддеке поселились Александр Грэхем Белл, его жена Мейбл и их двое маленьких дочерей. Семья Белл внесла большой вклад в культурное, социальное и промышленное развитие городка. В своей лаборатории Белл провел множество экспериментов, создавал лодки, воздушные змеи и самолёты, дав таким образом работу многим людям. Александр Грэм Белл провел большую часть последних 30 лет своей жизни в Баддеке до своей смерти в 1922 году. В настоящее время в Баддеке существует крупный технический музей Александра Белла, куда приезжает множество посетителей из Канады, США и других стран мира.
В 1908 году разразилась эпидемия холеры, и за очень короткое время умер 31 местный житель. 1 мая 1926 года пожар уничтожил большую часть посёлка.

## Факты
- В 1874 году американский писатель Чарльз Уорнер выпустил книгу «Баддек и всё такое прочее[англ.]» — путевые заметки путешествия по Новой Шотландии, в частности о деревне Баддек.
- Первый управляемый полёт самолёта с двигателем в Британской империи состоялся в Баддеке — это был самолёт Silver Dart Александра Белла, который поднялся в воздух 23 февраля 1909 года со льда замёрзшего залива Баддек.
- 9 сентября 1919 года в Баддеке было спущено на воду экспериментальное судно на подводных крыльях «HD-4» с двумя двигателями мощностью 350 л. с., которое установило новый рекорд скорости в 114 км/ч: его не могли превзойти в течение следующих 10 лет.